# Hanna Kowal
Hanna Kowal, z d. Węgiełek (ur. 15 kwietnia 1946 w Sobieniach) – polska lekkoatletka, sprinterka, medalistka mistrzostw Polski, rekordzistka i reprezentantka Polski.

## Kariera sportowa
Była zawodniczką AZS Warszawa.
Na mistrzostwach Polski seniorek na otwartym stadionie zdobyła dwa brązowe medale w 1971 - w biegu na 400 metrów i sztafecie 4 x 400 metrów. 
Reprezentowała Polskę w półfinale Pucharu Europy w lekkoatletyce w 1970, zajmując w sztafecie 4 x 400 metrów 2. miejsce, z czasem 3:37,4.
W latach 1970–1971 trzykrotnie poprawiała rekord Polski w sztafecie 4 x 400 metrów (3:36,9 - 28.06.1970, 3:36,5 - 13.09.1970, 3:34,8 - 29.08.1971).
Rekord życiowy na 400 metrów – 53,9 (29.07.1972).